# Katolickie Radio Rodzina
Katolickie Radio „Rodzina” – katolicka rozgłośnia radiowa archidiecezji wrocławskiej oraz diecezji świdnickiej o profilu ewangelizacyjno-społecznym oraz informacyjnym (informacje o działalności i życiu lokalnego Kościoła). Pierwsza audycja została nadana 16 października 1993 roku.
W roku 2001 radio uzyskało status nadawcy społecznego. Metropolita wrocławski abp. Józef Kupny w listopadzie 2017 roku zdecydował o utworzeniu grupy medialnej Johanneum, do której weszło Katolickie Radio Rodzina obok diecezjalnej telewizji internetowej Rodzina oraz portal internetowy archidiecezji wrocławskiej. Prezesem grupy medialnej Johanneum został ks. dr Rafał Kowalski. W styczniu 2018 roku stanowisko prezesa stacji objął były prezes Radia Wrocław Tomasz Duda. W lutym 2024 roku stanowiska prezesa stacji objął ks. Rafał Kowalski.
Od 21 września 2003 roku jest możliwość słuchania programu przez internet.
W czerwcu 2008 za troskę o uniwersalne wartości społeczne, kulturalne i religijne oraz krzewienie ich wśród słuchaczy we Wrocławiu Rafał Dutkiewicz przyznał rozgłośni Nagrodę Prezydenta Wrocławia.

## Częstotliwości
Lokalizacje nadajników Katolickiego Radia Rodzina:
- Brzeg Opolski (94,0 MHz, ERP 0,5 kW)[5][6] – obejmuje zasięgiem Brzeg, Grodków i Oławę;
- Góra (90,7 MHz, ERP 0,5 kW)[5][7] - zasięgiem obejmuje Górę i okolice
- Kłodzko (97,1 MHz, ERP 0,2 kW)[5]
- Kudowa-Zdrój (88,7 MHz, ERP 0,5 kW)[5][7] – obejmuje zasięgiem Kudowę-Zdrój i bliskie miejscowości
- Międzygórze/Góra Igliczna (107,2 MHz, ERP 2 kW)[5][7] – obejmuje zasięgiem Bystrzyce Kłodzką, Kłodzko, Polanicę-Zdrój
- Milicz (88,5 MHz, ERP 0,5 kW)[5][7]
- Strzelin (94,8 MHz, ERP 2 kW)[5][7] – obejmuje zasięgiem Oławę, Strzelin, Brzeg;
- Świdnica (98,1 MHz, ERP 0,5 kW)[5][7] – obejmuje zasięgiem Świdnicę;
- Wołów (99,6 MHz, ERP 0,1 kW)[5][7]
- Wrocław (92,0 MHz, ERP 2,5 kW)[5][7] – od roku 1999 na wieży kościoła garnizonowego pw. św. Elżbiety niedaleko wrocławskiego Rynku, obejmuje zasięgiem Wrocław, Oławę, Oleśnicę, Brzeg, Grodków, Wołów;